# Psammodynastes pulverulentus
Psammodynastes pulverulentus är en ormart som beskrevs av Boie 1827. Psammodynastes pulverulentus ingår i släktet Psammodynastes och familjen snokar.
Denna orm förekommer från östra Indien, Bangladesh och södra Kina (provinserna Fujian, Yunnan, Guangxi, Guangdong, Hainan) till Taiwan, Filippinerna, Sulawesi och till flera mindre öar i regionen. Honor lägger inga ägg utan föder levande ungar.

## Underarter
Arten delas in i följande underarter:
- P. p. papenfussi
- P. p. pulverulentus